# Messerschmitt Me 309
Die Messerschmitt Me 309 war ein Jagdeinsitzer der Messerschmitt AG aus der Zeit des Zweiten Weltkriegs. Nach vier Prototypen wurde das Projekt unter anderem aufgrund nicht zufriedenstellender Flugleistungen eingestellt.

## Geschichte
Die Me 309 wurde bei Messerschmitt unter Richard Bauer und Woldemar Voigt ab etwa Mitte 1940 als radikale Weiterentwicklung der Bf 109 geplant. Sie unterschied sich von ihrem Vorläufermuster besonders durch das Bugradfahrwerk, ein in den Tragflächen angeschlagenes Hauptfahrwerk mit breiter Spur, Druckkabine, Schleudersitz und eine Vollsichtkanzelhaube. Als Motoren waren sowohl der DB 603 als auch der Jumo 213 vorgesehen, beide mit projektierten Leistungen von 1700 bis 1800 PS. Zudem sollte die Me 309 eine schwere Bewaffnung mit zahlreichen Rohrwaffen erhalten, ohne dass diese in aerodynamisch ungünstigen Gondeln unter den Tragflächen angebracht werden mussten.
Das Reichsluftfahrtministerium (RLM) zeigte wenig Interesse an der Me 309, da die Bf 109 für leistungs- und entwicklungsfähig gehalten wurde. Durch die niedrige Priorität beim RLM verzögerte sich die Entwicklung, sodass die endgültigen Pläne erst Ende 1941 fertiggestellt und der Prototypenbau begonnen werden konnte. Auch die Produktion des DB-603-Motors verzögerte sich und erst am Jahresende 1941 wurde der erste Motor an Messerschmitt geliefert. Die vielfachen Änderungen an der Bf 109 erforderten umfangreiche Tests, die zum Teil mit umgebauten Zellen auf Basis der Bf 109F durchgeführt wurden. Bei der Bf 109 V23 wurde der bewegliche Bauchkühler getestet; die Bf 109 V31 hatte außerdem das neue Bugradfahrwerk, und mit der Bf 109 V30 wurde das Druckbelüftungssystem für das neue Cockpit erprobt.
Umfangreiche Rollversuche fanden ab dem 27. Juni 1942 statt, die einige Probleme zu Tage förderten. So brach unter anderem eine Kühlmittelleitung, trat Bugradflattern auf und brach die Bugradhalterung. Der Erstflug des ersten Prototyps, der Me 309 V1 (GE+CU), fand am 18. Juli 1942 mit dem Werkspiloten Karl Baur statt, der jedoch bereits nach fünf Minuten wegen zu hoher Kühlmitteltemperatur abgebrochen werden musste. Der am 29. November 1942 zum Erstflug gestartete zweite Prototyp (GE+CV) musste direkt wieder abgeschrieben werden, da bei der Landung das Bugrad nicht vollständig ausgefahren war und die Maschine schwer beschädigt wurde. Als Motor fand jeweils der DB 603 A-1 mit 1750 PS Startleistung Verwendung. Die Flugtests ergaben, dass die Me 309 schneller war als die Bf 109G und auch höher fliegen konnte, die Bf 109G jedoch im Kurvenkampf manövrierfähiger war. Mit Bewaffnung war die Me 309 nur geringfügig schneller als die Bf 109G, zudem war die Manövrierfähigkeit noch weiter eingeschränkt. Da die Maschine noch viele Kinderkrankheiten hatte, ihre Leistung nicht befriedigte und die von der Konkurrenz bereits projektierte Fw 190D eine bessere Leistung versprach, wurde das Projekt am 26. Januar 1943 nach dem Bau der vier Prototypen V1 bis V4 durch das RLM eingestellt und für den Export freigegeben. Der japanische Militärattaché in Berlin Osamu Otani interessierte sich für die Maschine, ohne dass ihm jedoch die Probleme und Testergebnisse bekannt waren. Die Verschiffung der V3 (GE+CW) nach Japan kam allerdings nicht zu Stande, da sie bei einem Bombenangriff zerstört wurde. Auch mit einem weniger radikalen Versuch zur Weiterentwicklung der Bf 109 in Form der Me 209 scheiterte Messerschmitt 1944. Grund war ebenfalls eine ungenügende Leistungssteigerung und die kurz vor der Einführung stehenden Fw 190D sowie stark leistungsgesteigerte Versionen der Bf 109G und Bf 109K.
Ein wichtiger Grund für die Entwicklung der Me 309 war, dass Messerschmitt für den Fall des Scheiterns des Strahljägers Me 262 in ihr eine Rückversicherung gehabt hätte. Im Entwicklungszeitraum der Me 309 war nicht abzuschätzen, ob und wann die Triebwerke des Strahljägers serienreif und in den erforderlichen Stückzahlen verfügbar sein würden. Es war völlig offen, ob eine Umkonstruktion der Strahltriebwerke mit in Deutschland kaum verfügbaren Spezialstahllegierungen überhaupt möglich sein würde. Als sich abzeichnete, dass die Me 262 erfolgreich sein würde, verlor auch Messerschmitt das Interesse an der Me 309.
Eine Spezialausführung der Me 309 sollte unter der rechten Tragfläche eine SC-1000-Bombe und unter der linken Tragfläche einen 260-l-Behälter tragen. Es erscheint mehr als fraglich, ob sich diese asymmetrische Anordnung in der Praxis hätte durchführen lassen.

## Konstruktion
- Typ: Einmotoriger Jagdeinsitzer

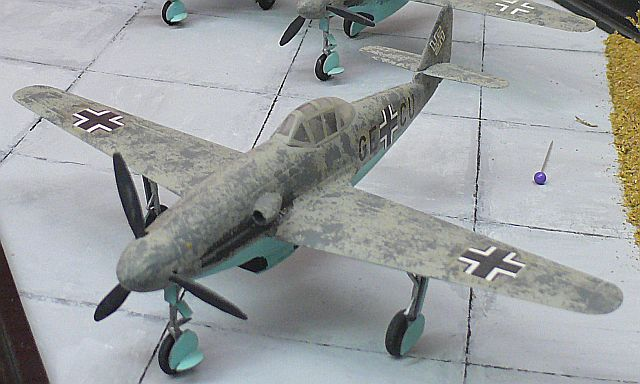
Modell der Me 309

- Tragflächen: Freitragender Mitteldecker mit tief angesetzten Tragflächen. Zweiteiliger einholmiger Ganzmetallaufbau. Automatische Vorflügel im Querruderbereich. Landeklappen etwas innerhalb der Querruder bis zum Rumpfansatz
- Rumpf: Aufbau als Ganzmetallschale mit ovalem Querschnitt
- Leitwerk: Freitragendes Normalleitwerk. Aufbau in Ganzmetall
- Fahrwerk: Einziehbares Dreiradfahrgestell. Haupträder nach innen in die Tragflächen, Bugrad bei gleichzeitiger Schwenkung des Rades um 90° nach hinten unter den Rumpfbug einziehbar
- Triebwerk: Ein flüssigkeitsgekühlter Zwölfzylindermotor DB 603 A-1 mit 1750 PS Startleistung. Dreiblatt-Verstellpropeller. Großer Bauchkühler unter dem Rumpf
- Besatzung: Ein Pilot in druckbelüfteter Kabine mit aufgesetzter Vollsichtabdeckhaube
- Militärische Ausrüstung: Bewaffnung mit einer 30-mm-MK-108-Motorkanone, 2 × 13-mm-MG 131 über dem Motor, 2 × 13-mm-MG 131 in den Tragflächenwurzeln außen und 2 × 20-mm-MG 151/20 in den Tragflächenwurzeln innen

## Technische Daten
| Kenngröße             | Daten                                                                                                   |
| --------------------- | --- |
| Besatzung             | 1 |
| Länge                 | 9,46 m                                                                                                  |
| Spannweite            | 11,04 m                                                                                                 |
| Höhe                  | 3,50 m                                                                                                  |
| Flügelfläche          | 16,50 m²                                                                                                |
| Flügelstreckung       | 7,4 |
| Rüstmasse             | 3.530 kg                                                                                                |
| Startmasse            | maximal 4.085 kg                                                                                        |
| Antrieb               | ein flüssigkeitsgekühlter Zwölfzylindermotor Daimler-Benz DB 603G mit 1.287 kW (1.750 PS) Startleistung |
| Höchstgeschwindigkeit | 748 km/h in 8.500 m Höhe                                                                                |
| Marschgeschwindigkeit | 665 km/h in 6.000 m Höhe                                                                                |
| Landegeschwindigkeit  | 161 km/h                                                                                                |
| Dienstgipfelhöhe      | 12.300 m                                                                                                |
| Reichweite            | 1.100 km                                                                                                |